# Grupul Statuar al Voievozilor din Iași
Grupul Statuar al Voievozilor din Iași este un monument din municipiul Iași, format din statuile a opt voievozi, grupate câte două. Monumentul este amplasat actualmente la intrarea spre dealul Copoului în vecinătatea Bibliotecii Centrale Universitare "Mihai Eminescu", în parcul de lângă Casa de Cultură a Tineretului.
Șapte din cele opt statui ale Grupului Statuar al Voievozilor au fost incluse în Lista monumentelor istorice din județul Iași elaborată în anul 2004 de către Institutul Național al Monumentelor Istorice: 
- Monumentul lui Alexandru cel Bun - cod LMI IS-III-m-B-04283
- Monumentul lui Dimitrie Cantemir - cod LMI IS-III-m-B-04284
- Monumentul lui Dragoș Vodă - cod LMI IS-III-m-B-04285
- Statuia Ioan Vodă cel Viteaz - cod LMI IS-III-m-B-04286
- Monumentul lui Mihai Viteazul - cod LMI IS-III-m-B-04287
- Statuia lui Petru Rareș - cod LMI IS-III-m-B-04288
- Monumentul lui Ștefan cel Mare - cod LMI IS-III-m-B-04289

Singura statuie din Grupul statuar al voievozilor care nu are statut de monument istoric este statuia lui Vasile Lupu.

## Istoricul monumentului
Prin proiectul de construcție al Fundațiunii Universitare „Regele Ferdinand I” (actuala Bibliotecă Centrală Universitară „Mihai Eminescu”), se intenționa fixarea statuii regelui Ferdinand I, încredințată sculptorului Ion Jalea, la capul scărilor centrale. Fațada urma să fie înzestrată cu grupurile statuare ale marilor domnitori (Dragoș Vodă și Alexandru cel Bun, Vasile Lupu și Dimitrie Cantemir, Ștefan cel Mare și Carol I, Mihai Viteazul și Ferdinand I), cât și basoreliefuri cu regele Ferdinand I, Carol al II-lea și Regina Maria.
Generalul Ernest Ballif, noul mareșal al Casei Regale, și-a exprimat opoziția față de instalarea grupurilor statuare sus, pe fronton, cerând întărirea zidurilor de susținere. Cu toate acestea, în iulie 1933, s-au fixat de probă machetele de ipsos. Aflat în vizită la Iași, la 1 noiembrie 1933, regele Carol al II-lea a propus așezarea grupului de statui în grădina Fundației, într-o „Galerie a domnitorilor”.
Finalizarea construcției clădirii Bibliotecii Centrale Universitare din Iași a avut loc la 1 mai 1934. În același an a fost amplasat și grupul statuar al voievozilor în fața Bisericii „Prapa Doamna” din apropiere de Fundație. Grupul statuar era proiectat de arhitectul Constantin Iotzu și cuprindea voievozii: Dragoș Vodă și Alexandru cel Bun, Carol I și Ferdinand I, Ștefan cel Mare și Mihai Viteazul, Vasile Lupu și Dimitrie Cantemir.
În anul 1970, cei opt domnitori au fost mutați din grădina aflată în vecinătatea actualei Biblioteci Universitare, în părculețul de lângă Casa de Cultură a Studenților. Tot atunci, în locul lui Carol I și al lui Ferdinand I au fost așezați Ioan Vodă cel Viteaz și Petru Rareș. Pentru grupul statuar al voievozilor ar trebui găsit un amplasament adecvat, ei stând acolo într-un provizorat care nu-i avantajează, a declarat arhitecta Ana Maria Zup, director interimar la Direcția pentru Cultură, Culte și Patrimoniu Cultural Național (DJCCPCN) Iași.
Parcul de lângă Casa de Cultură a Studenților este frecventat la ore târzii din noapte de bande de derbedei, feciori de bani gata, care distrug bunuri și tulbură grav liniștea publică. Ca urmare, în noaptea de 17/18 iunie 2005, Grupul statuar al Voievozilor din Iași a fost vandalizat. După cum  constată jurnalistul Constantin Coroiu, "Lui Petru Rareș i-a fost zburat capul, Mihai Viteazu a fost "încălțat" cu adidași împodobiți cu inscripții și desene neroade, cizmele lui Ștefan Cel Mare au fost și ele "modernizate" și vopsite corespunzător, iar buzduganul domnitorului - distrus".  Rezultatele vandalismului au fost următoarele:
- lui Petru Rareș i-a fost smulsă jumătatea de sus a capului
- figurile lui Mihai Viteazul și Alexandru cel Bun au rămas fără nas
- buzduganul lui Ștefan cel Mare a fost distrus

Autoritățile locale s-au declarat neputincioase în acest caz. Au fost anunțați gardienii publici și s-a făcut o plângere la poliție pentru stabilirea vinovaților. De asemenea, a fost ridicat capul voievodului, iar ulterior bucățile de piatră au fost lipite de un sculptor cu experiență. 

## Monumentul propriu-zis
Actualmente, grupul statuar se află în scuarul Casei Tinerului și Studenților și cuprinde pe un vast soclu comun de mică înălțime, statuile următorilor voievozi din istoria ținuturilor moldo-valahe, voievozi care au apărat integritatea teritorială a spațiilor locuite de poporului român: Dragoș Vodă și Alexandru cel Bun, Ștefan cel Mare și Mihai Viteazul, Petru Rareș și Ioan Vodă cel Cumplit, Vasile Lupu și Dimitrie Cantemir.
Sculptorii grupului statuar sunt: Ion Jalea (Dragoș Vodă și Mihai Viteazul), Ion Iordănescu (Alexandru cel Bun), Ion C. Dimitriu-Bârlad (Ștefan cel Mare și Dimitrie Cantemir), Mihai Onofrei (Vasile Lupu), Ion Dămăceanu (Petru Rareș), Iftimie Bârleanu (Ioan Vodă cel Viteaz).

## Imagini

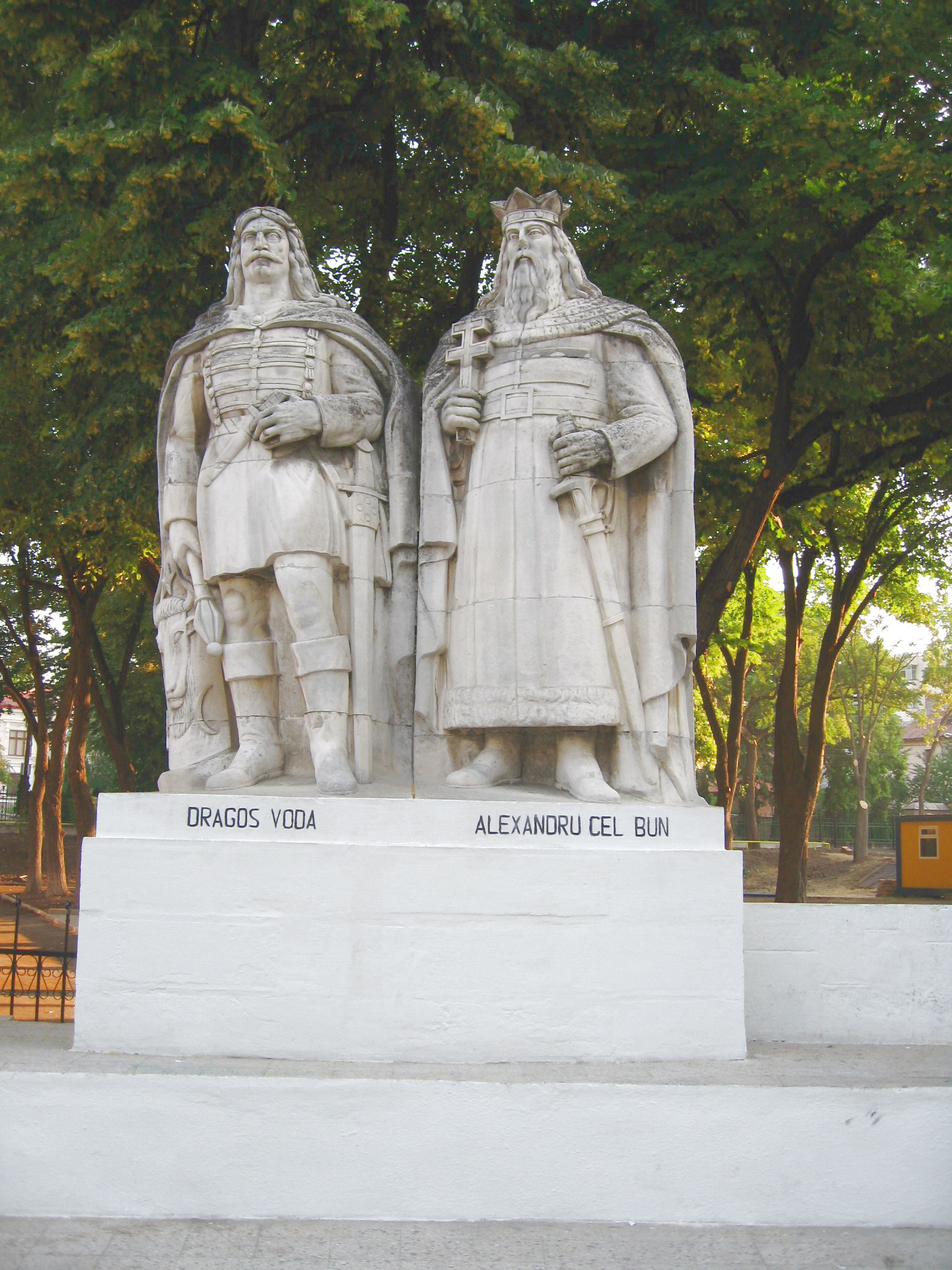
Dragoş Vodă şi Alexandru cel Bun
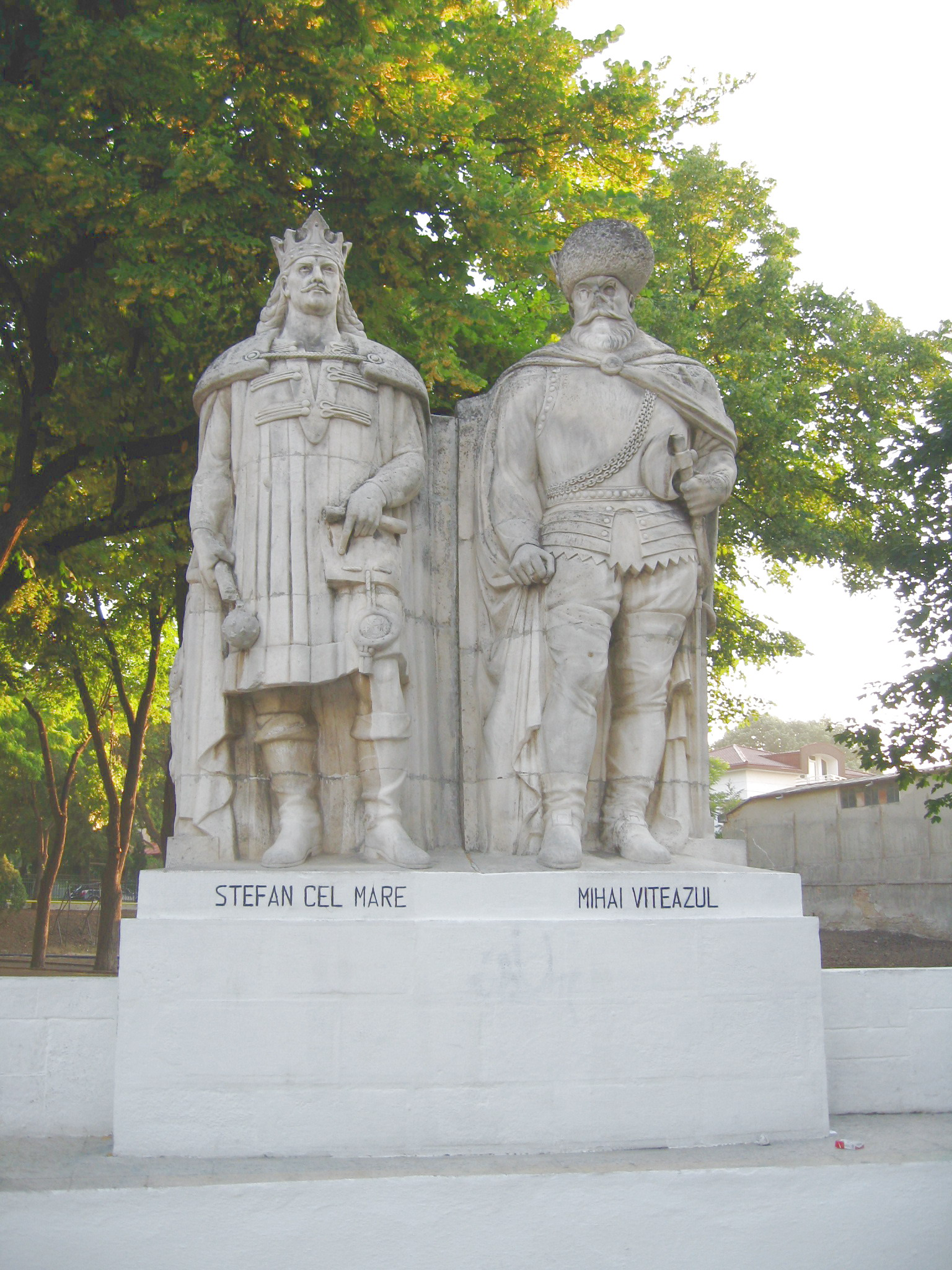
Ştefan cel Mare şi Mihai Viteazul
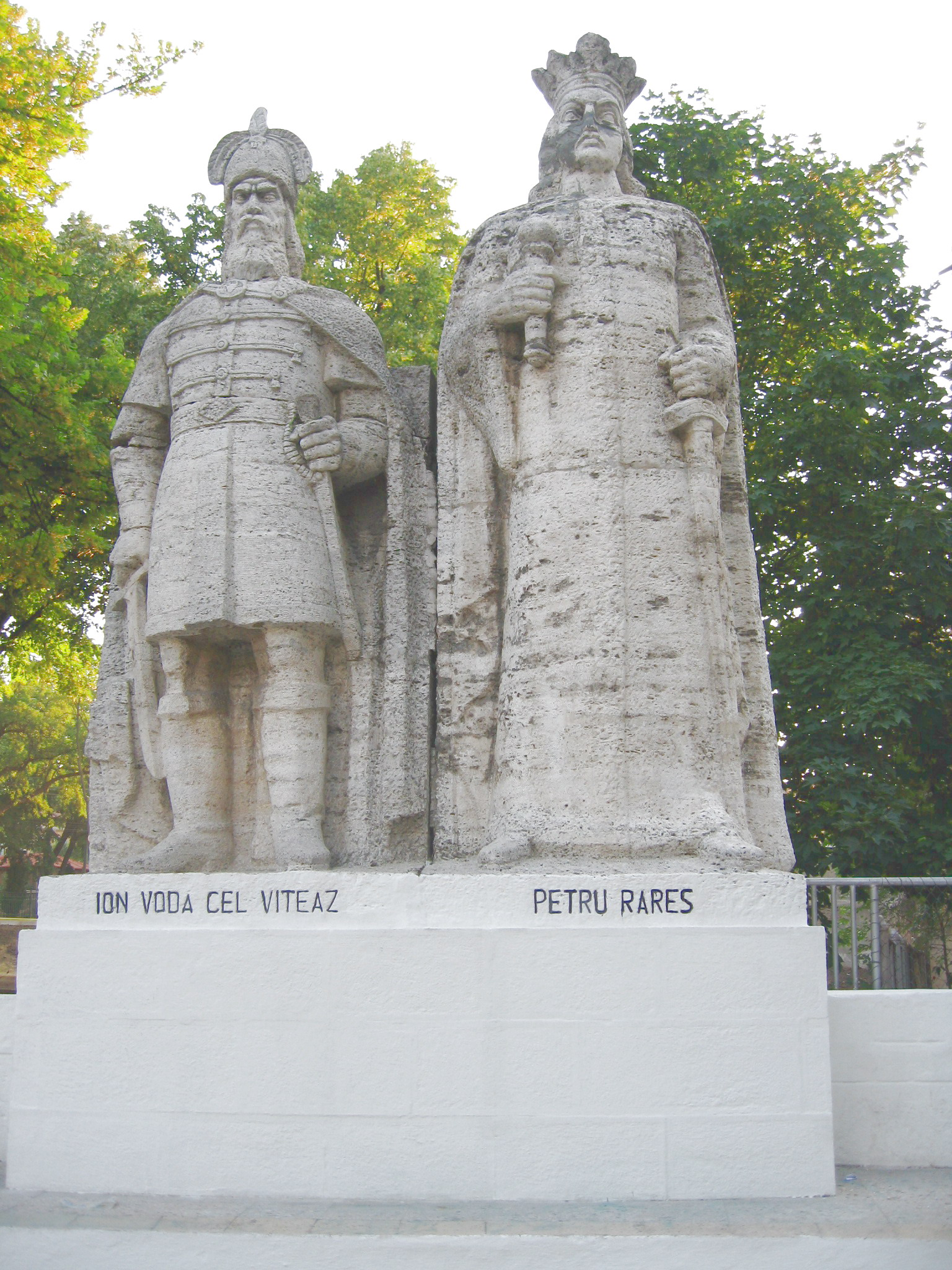
Ion Vodă cel Viteaz şi Petru Rareş
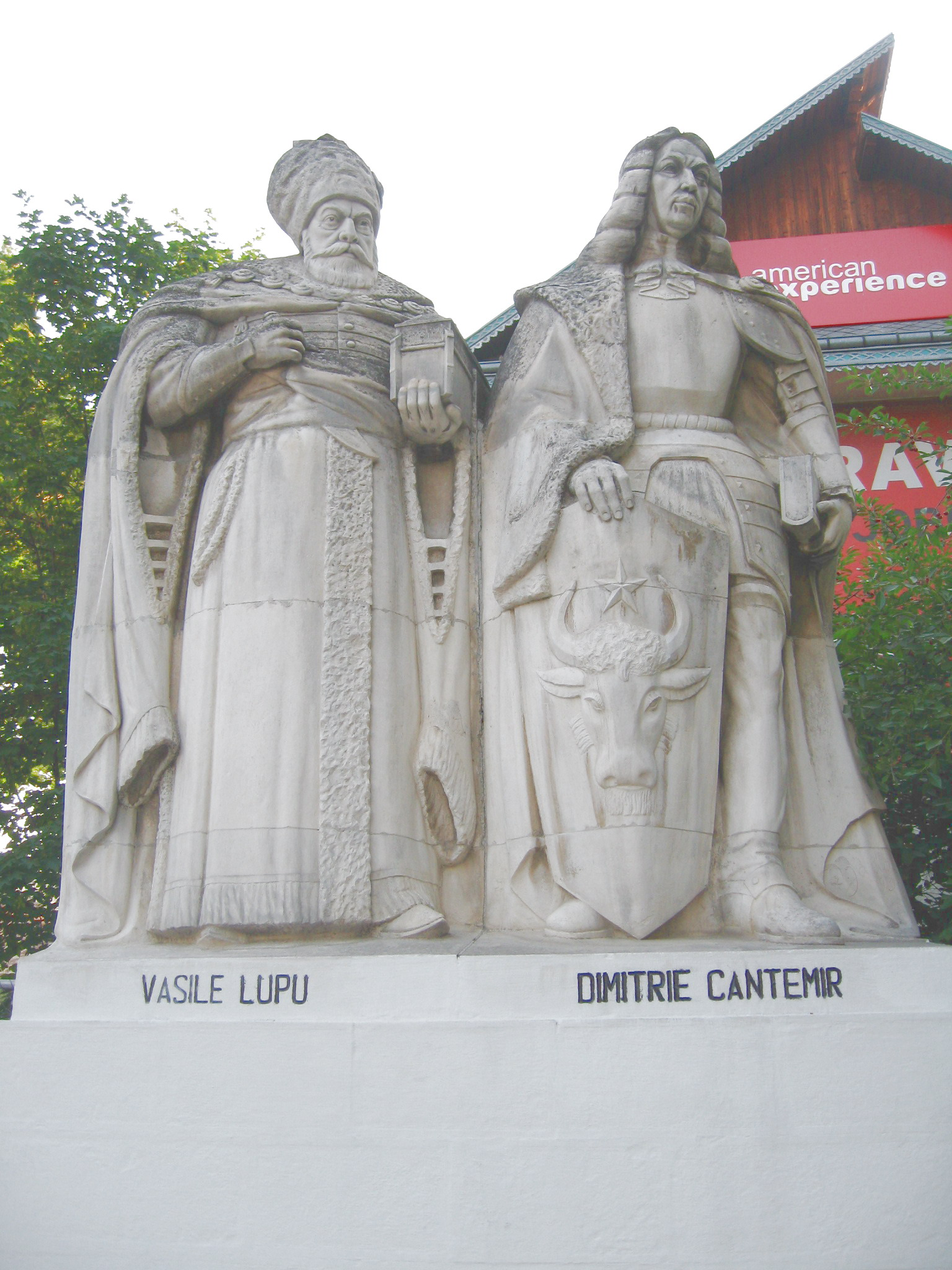
Vasile Lupu şi Dimitrie Cantemir